# Peter Golob
Peter Golob, slovenski pravnik in diplomat
Golob je znani slovenski žvižgač. Leta 2001 je kot vicekonzul na Veleposlaništvu RS v Zagrebu prijavil nekatere nezakonitosti v vizumskem poslovanju MZZ in zato ostal brez službe. Po več kot pol desetletja trajajočem delovnem sporu z MZZ je Višje delovno in socialno sodišče v sodbi opr. št. Pdp 643/2007 z dne 21.06.2007 vendarle potrdilo, da mu je MZZ nezakonito odpovedalo delovno razmerje in da ga mora vzeti nazaj v službo. Kljub trem dobljenim sodbam proti MZZ, ga takratni zunanji minister dr. Dimitrij Rupel ni želel vrniti na staro delovno mesto v Zagreb, niti mu izplačati celotne odškodnine, kot sta mu nalagali pravnomočni sodbi delovnega sodišča. Kasneje je upravno sodišče razveljavilo še odločbo takratnega državnega sekretarja MZZ Andreja Štera, s katero je Goloba ob vrnitvi na delo na MZZ imenoval v najnižji diplomatski naziv.
Poklicno pot je Golob začel kot vodja Phare projekta za vzpostavitev lokalnega podjetniškega centra v Novi Gorici, katerega nosilec je bila Območna obrtna zbornica v Novi Gorici skupaj z Gospodarsko zbornico Slovenije – OO za severno Primorsko, strokovno podporo pa sta mu nudili tudi univerzi Twente (NL) in Durham (VB). Nato se je zaposlil kot diplomat na Ministrstvu za zunanje zadeve, kjer je dve leti delal na področju pravne problematike slovensko-hrvaške državne meje. Leto in pol je bil vicekonzul v Zagrebu, kjer je tudi vodil Konzularni oddelek. Svojo poklicno pot je nadaljeval v podjetju Perenič d.o.o., kot pravni svetovalec, v odvetniški pisarni Ede Brecelj v Ljubljani, na Višjem sodišču v Ljubljani, na Mednarodnem inštitutu za potrošniške raziskave in v pravni službi Ministrstva za kmetijstvo. Avgusta 2007 se je vrnil na MZZ, kjer je delal v Sektorju za mednarodne organizacije in človekove pravice. Konec leta 2007 je opravil pravniški državni izpit. 
Peter Golob je bil eden izmed pobudnikov za ustanovitev stranke AS - Aktivna Slovenija in je bil prvi predsednik Sveta AS. Bil je tudi član izvršilnega odbora AS. 
Ponovno je zažvižgal leta 2015, ko je kot član izvršilnega odbora Sindikata slovenskih diplomatov (SSD) in sindikalni zaupnik razkril nepravilnosti in klientelizem na zunanjem ministrstvu, zato ga je predsednik politične stranke DeSUS Karl Erjavec skupaj z ministrico iste stranke Ireno Majcen prisilno premestil na Ministrstvo za okolje in prostor. Šlo je za hud poseg v sindikalno svobodo iz 76. člena Ustave RS ter Konvencije Mednarodne organizacije dela št. 87 o sindikalni svobodi in zaščiti sindikalnih pravic (objavljena v Ur. l. SFRJ, Mednarodne pogodbe št. 8/58), ki v 3. členu mdr. določa, da imajo delavske organizacije pravico, da svobodno izbirajo svoje predstavnike, da se same upravljajo in delujejo ter oblikujejo svoje akcijske programe in da državne oblasti ne smejo te pravice omejevati ali pa zavirati njeno zakonito izvrševanje. Po pravnomočno dobljenem sodnem sporu ga je moral Karl Erjavec 30. marca 2017 ponovno sprejeti v službo na zunanje ministrstvo, kjer je pokrival Kitajsko, Severno Korejo, Mongolijo in Tajvan. Ministra stranke Desus Karl Erjavec in Irena Majcen, kljub njuni sodno ugotovljeni nezakonitosti in s tem subjektivni odgovornosti, nista odstopila z ministrskih funkcij.
Peter Golob je bil kandidat stranke Dobra država na državnozborskih volitvah leta 2018 (kandidiral je v 3. volilni enoti, v 10. okraju Ljubljana - Šiška). Dobra država ga je določila tudi za nosilca liste na volitvah v Evropski parlament dne 26.5.2019.
Dne 1.9.2020 je nastopil delo konzula I. razreda na Generalnem konzulatu RS v Trstu.